# Isorropodon fossajaponicum
Isorropodon fossajaponicum is een tweekleppigensoort uit de familie van de Vesicomyidae. De wetenschappelijke naam van de soort is voor het eerst geldig gepubliceerd in 2000 door Okutani, Fujikura & Kojima.